# Dominicaanse Republiek van A tot Z

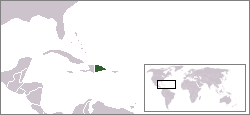
Locatie van Dominicaanse Republiek

## A
Alianza País -
Altos de Chavón -
Anacaona  -
Artibonito -
Asociación de Industrias de la República Dominicana -
Atlantische kustvlakte  -
Azua (provincie) -
Azua (stad)

## B
Baai van Neiba -
Bachata -
Buenaventura Báez -
Joaquín Balaguer -
Juan Daniel Balcácer -
Bani -
Baoruco -
Barahona (provincie) -
Barahona (schiereiland) -
Barahona (stad) -
Heinz Barmettler -
Bayahíbe -
Beschermde natuurgebieden van de Dominicaanse Republiek -
Bevolking van de Dominicaanse Republiek -
Francisco Gregorio Billini -
Birgenair-vlucht 301 -
Francisco de Bobadilla -
Tomás Bobadilla -
Boca Chica -
Boca de Yuma -
Bonao -
Juan Bosch -
Boukman Dutty -
Broederschap van de Heilige Geest van de Congos of Villa Mella

## C
Cabarete -
Cabo Beata -
Cabo Engaño -
Cabo Isabela -
Cabral -
José María Cabral -
Marcos Antonio Cabral -
Manuel Altagracia Cáceres -
Ramón Cáceres -
Calle El Conde -
Caonabó -
Cap Cana Championship -
Caraïbische kustvlakte -
Casa de Campo  -
Jacinto del Rosario del Castro
Cibao -
Ciboney -
Comendador -
Concepción de La Vega -
Cordillera Central  -
Cordillera Oriental -
Cordillera Septentrional -
Cotubanamá -
Cotuí -
Miriam Cruz

## D
Dajabón (provincie) -
Dajabón (rivier) -
Dajabón (stad) -
Junot Díaz -
Mariano Díaz -
Distrito Nacional -
Dominicaanse Bevrijdingspartij -
Dominicaanse Christelijke Sociale Hervormingspartij -
Dominicaanse Onafhankelijkheidsoorlog -
Dominicaanse peso -
Dominicaanse Republiek -
Dominicaanse Republiek op de Olympische Jeugdzomerspelen 2010 -
Dominicaanse Republiek op de Olympische Spelen -
Dominicaanse Republiek op de Olympische Zomerspelen 1964/1968/1972/1976/1980/1984/1988/1992/1996 -
Dominicaanse Republiek op de Olympische Zomerspelen 2000/2004/2008/2012/2016 -
Dominicaanse Republiek op de Paralympische Spelen -
Dominicaanse Revolutionaire Partij -
Dominicaans honkbalteam -
Dominicaans-Spaans -
Don Pedro -
Duarte -
Juan Pablo Duarte -
Dulce (rivier)

## E
Elías Piña -
El Seibo (provincie) -
El Seibo (stad) -
Enriquillo  -
Enriquillo (Taíno) -
Enriquillomeer - 
Enriquillo-Plantain Garden-breuk -
Espaillat -
Ulises Francisco Espaillat -
Esperanza  -
José Espinal -
Estadio Olímpico Félix Sánchez -
Estadio Panamericano -
Estadio Quisqueya

## F
Leonel Fernández -
Junior Firpo -
Fortaleza Ozama -
Fortaleza San Luis

## G
José de la Gándara -
Héctor García Godoy -
Geschiedenis van de Dominicaanse Republiek -
Grootste gemeenten van de Dominicaanse Republiek -
Guayubín -
Juan Luis Guerra -
Cesáreo Guillermo -
Pedro Guillermo -
Silvestre Antonio Guzmán Fernández

## H
Handbal op de Pan-Amerikaanse Spelen 2003 -
Hato Mayor (provincie) -
Hato Mayor (stad) -
Hermanas Mirabal  -
Olga Venecia Herrera Carbuccia -
Ulises Heureaux - 
Higüey -
Hispaniola -
Hockey op de Pan-Amerikaanse Spelen 2003 -
Hoya de Enriquillo

## I
Antonio Imbert Barrera -
Independencia  -
Internationale luchthaven La Isabela -
Invasie bij Luperón -
Isla Beata -
Isla Catalina -
Isla Saona -
ISO 3166-2:DO

## J
Nicky Jam -
Jimaní -
Manuel Jimenes -
Salvador Jorge Blanco -
Juan Dolio -
Junta Central Gubernativa -
Junta Provisional Gubernativa

## K
Kathedraal van Santo Domingo -
Katholieke Kerk in de Dominicaanse Republiek -
Keizerrijk Haïti (1804-1806) -
Koninkrijk Haïti

## L
La Altagracia -
Laguna Salada -
La Isabela -
La Isabela International Airport -
La Navidad -
La Nueva Isabela -
La Peñuela -
La Romana (provincie) -
La Romana (stad) -
La Trinitaria -
La Union Airport -
La Vega  -
Las Américas International Airport -
Las Chicas Del Can -
Las Lajas -
Lijst van amfibieën in de Dominicaanse Republiek -
Lijst van extreme punten in de Dominicaanse Republiek -
Lijst van nationale parken -
Lijst van presidenten -
Lijst van rivieren -
Lijst van voetbalinterlands Dominicaanse Republiek - Trinidad en Tobago -
Loma del Toro -
Anderson López -
Nicolás de Jesús López Rodríguez -
Los Alcarrizos -
Los Haitises -
Toussaint Louverture -
Luny Tunes -
Gregorio Luperón

## M
Jacobo Majluta Azar -
Mao  -
Maria Trinidad Sanchez -
Masacre Perejil -
Danilo Medina -
Pedro Mejia -
Rafael Hipólito Mejía Domínguez -
Ramón Matías Mella -
Kinito Mendez -
Henry Méndez -
Merengue -
Fernando Arturo de Meriño -
Metro van Santo Domingo -
Miches -
Diego Milán -
Moca  -
Monapassage -
Monseñor Nouel -
Monte Cristi (provincie) -
Monte Cristi (stad) -
Monte Plata (provincie) -
Monte Plata (stad) -
Manuel de Regla Mota

## N
Nagua -
Natti Natasha -
José Núñez de Cáceres  -
Víctor Núñez

## O
Orde van Juan Pablo Duarte -
David Ortiz -
Nicolás de Ovando -
Ozama -
Ozama (regio)

## P
Pan-Amerikaanse Spelen 2003 -
Paraíso  -
Pedernales (provincie) -
Pedernales (stad) -
Arismendy Peguero -
Esteban Peña Morell -
Peravia -
Pereskia quisqueyana -
Pico Duarte -
Pico Neiba -
Pedro Antonio Pimentel -
Gaspar Polanco Borbón -
Presa de Sabana Yequa -
Presa de Tavera -
Presa de Valdesia -
Presa Monte Grande - 
Provincies van de Dominicaanse Republiek -
Puerta de la Misericordia -
Puerta del Conde -
Puerto Plata  -
Puerto Plata (provincie) -
Punta Cana -
Punta Cana International Airport

## Q
Luis Quezada -
Quisqueya 

## R
Dania Ramírez -
Manny Ramírez -
Alberto Ramos -
Óscar de la Renta -
Resolutie 156 Veiligheidsraad Verenigde Naties -
Ridderorden in de Dominicaanse Republiek -
Luis Rivera González -
Felipe Rivero -
Raulín Rodríguez -
Benigno Filomeno de Rojas -
Francisco del Rosario Sánchez -
Porfirio Rubirosa

## S
Salcedo  -
José Antonio Salcedo Ramírez -
Samaná (provincie) -
Samaná (schiereiland) -
Augusto Sánchez -
Félix Sánchez -
Ismael Sánchez -
Papi Sánchez -
Sanchez Ramirez -
San Cristóbal  -
San Francisco de Macorís -
San Ignacio de Sabaneta 
San José de Ocoa (provincie) -
San José de Ocoa (stad) -
San Juan  -
San Juan de la Maguana -
San Pedro de Macorís (provincie) -
San Pedro de Macorís (stad) -
Carlos Santa -
Santa Barbara de Samana -
Pedro Santana -
Santiago (provincie) -
Santiago -
Santiago Rodríguez -
Santo Cerro -
Santo Domingo -
Santo Domingo de Guzmán -
Santo Domingo Este -
Santo Domingo Norte -
Santo Domingo Oeste -
Santo Domingo (provincie) -
Antony Santos -
Luguelín Santos -
Joëlle Schad -
Sierra de Baoruco -
Sierra de Martin Garcia -
Sierra de Neiba -
Sierra de Samaná -
Sierra de Yamasá -
Slag bij Sabana Larga -
Sammy Sosa -
Sosúa -
Staat Haïti

## T
Taíno -
Yoel Tapia -
Norlandy Taveras -
Rafael Trujillo

## V
Valdesia - 
Valle de Cibao -
Valle de Neiba -
Valle de San Juan  -
Valle Nuevo -
Valverde  -
José Desiderio Valverde -
Carlos de Vargas -
Horacio Vásquez -
Vicente Noble -
James Victor -
Vlag van de Dominicaanse Republiek -
Voetbalbond van de Dominicaanse Republiek -
Voetbalelftal van de Dominicaanse Republiek (mannen) -
Verraad van Alcarrizos -
Vrede van Bazel (1795) -
Vuelta a la Independencia Nacional

## W
Wapen van de Dominicaanse Republiek

## Y
Yaque del Norte -
Yaque del Sur -
Yuna

## Z
Zusters Mirabal